# Phymaspermum villosum
Phymaspermum villosum es una especie de planta floral del género Phymaspermum, tribu Anthemideae, familia Asteraceae. Fue descrita científicamente por (Hilliard) Källersjö.
Se distribuye por la provincia del Cabo y provincia de KwaZulu-Natal.